# 畠山衣美
畠山 衣美（はたけやま えみ）は、NHKのアナウンサー。
営業担当としてNHKに入局したが、途中でアナウンス担当に異動した経歴を持つ。

## 人物
熊本県熊本市出身。熊本マリスト学園高等学校を経て、津田塾大学学芸学部英文学科卒業。2015年に営業担当（放送管理・営業企画職）として入局。
初任地は新潟放送局で、当時は営業担当（放送管理・営業企画職）で内田姓だった。
営業担当になって約3年後の2018年7月に熊本放送局に異動。このころから、営業担当ではなくアナウンサーとして活動している。

## 嗜好・挿話
- 大学在学中は、津田塾大学放送研究会会長を務めた[6]
- 好きな食べ物はそば、焼き鳥、スイカ、枝豆[10]。

## 過去の担当番組
熊本放送局時代（2018年度 - 2019年度）
- 熊本のニュース・中継・リポート
- うまいッ!「長さも味も3倍!　大長なす～熊本・熊本市～」（2019年7月1日） - 地元応援団（リポーター）
- クマロク!（2019年8月26日 - 30日） - 池田達郎の代理キャスター[11]
- ニュースウオッチ9（2020年1月20日 - 31日） - 星麻琴の代理リポーター

大阪放送局時代（2020年度 - 2022年度）
- きょうの料理（2020年4月15日 - 2023年3月10日） - 大阪発司会
- ニュース・気象情報（全国の定時ニュース）（午後2時：大阪局から放送した場合）
- 関西のニュース
- ニュース845～関西のニュースと気象情報～（不定期）
- NHKニュースおはよう関西（隔週・2022年7月25日 - 2023年3月）
- 上方演芸会（不定期） - 司会進行
- ニュースほっと関西→ほっと関西
  - （2020年5月19日 - 20日、9月14日 - 18日） - 川崎理加の代理キャスター
  - （2022年2月14日 - 18日、21日、2022年11月7日 - 11日、2023年2月13日 - 17日） - 牛田茉友の代理キャスター
- うまいッ!（2020年8月10日「大きい!トロける!　マイワシ～大阪・岸和田市～」） - 地元応援団（リポーター）
- あさイチ　
  - 『おでかけLIVE どすこい!相撲発祥の地でひとり相撲に挑戦!』（2020年9月7日） - ナビゲーター[12]
  - 『おでかけLIVE 世界で注目!進化を続ける日本の奈良筆』（2020年9月8日） - ナビゲーター[13]
- ニュースウオッチ9
  - （2020年9月22日 - 10月2日） - 星麻琴の夏期休暇に伴う代理フィールドリポーター
  - （2021年7月19日 - 8月13日） - 和久田麻由子の東京パラリンピックに伴う代理フィールドリポーター
- 「大阪都構想」住民投票 開票速報（2020年11月1日、総合テレビ・ラジオ第1〈近畿ブロック、21:00 - 21:50〉） - 大阪維新の会陣営の記者会見会場から中継リポート
- 趣味どきっ!「茶の湯 武者小路千家　春に楽しむ茶の湯の遊び」（2021年3月、全4回）[14]
- おはよう関西（代理・不定期）
- ニュース地球まるわかり（2021年8月22日） - 中山果奈の代理リポーター
- NHKニュースおはよう日本（2022年9月10日 - 11日） - 森下絵理香の代理キャスター
- えぇトコスペシャル「関西ふるさとの味100」（2022年11月17日） - 司会
- ヨーロッパ街角中継 4Kで旅する 音楽と祈りのクリスマス 第1部、第2部（2022年12月17日、NHK BS4K・NHK BSプレミアム） - ドイツ・ローテンブルクからの中継リポーター
- 第95回選抜高校野球大会（2023年3月18日） - 開会式中継担当

東京アナウンス室時代（2023年度 - ）
- ニュースウオッチ9（2023年4月3日 - 2025年3月28日） - フィールドリポーター
- ラジオニュース（2023年4月 - 不定期） - 主に平日の13時、14時、15時（ニュース・気象情報）、16時
- NHKスペシャル
  - 能登半島地震 いのちの危機をどう防ぐ（2024年1月21日） - キャスター
- さわやか自然百景（2024年6月23日「宮崎 枇榔島」） - ナレーション
- 映像タイムマシーン 『なつかしい映像で、青春がよみがえる! 「いまとむかしの夏やすみ」』 （2024年8月31日・NHK福岡制作・九州沖縄向け）
- パリパラリンピック2024みんなでハイライト（2）熱戦が続く!後半戦（2024年9月8日） - リポーター
- 驚き!地球! グレートネイチャー - ナレーション
  - 2025年1月16日「地上絵刻む大地の謎　～ペルー・ナスカ～」
  - 2025年2月27日「潜入！幻想の大絶景群～トルコ～」
  - 2025年3月1日「コーカサス 信仰と躍動の大地 〜ジョージア アゼルバイジャン」
  - 2025年3月27日「壮観!黄金文明の大地 〜ブルガリア〜」
- NHKニュース7（2025年4月4日 - 7月） - 金 - 日・祝 リポーター